# Laurentius Andreæ
Laurentius Andreæ, właśc. Lars Andersson (ur. ok. 1470, zm. 14 kwietnia 1552 w Strängnäs) – szwedzki duchowny i polityk, propagator reformacji.

## Życiorys
Był kanonikiem i kanclerzem kurii diecezji Strängnäs. W 1520 wchodził w skład sądu, który skazał na śmierć przeciwników Chrystiana II, m.in. biskupa Strängnäs. Przejął obowiązki biskupa, w tym urząd kanclerza Szwecji. Później poparł powstanie przeciw Danii i został najważniejszym doradcą Gustawa I Wazy, którego zapoznał z doktryną luteranizmu. Popierał reformatora religijnego Olausa Petriego, prowadził rokowania z kurią rzymską. W 1524 został członkiem Rady Państwa. Był współautorem przekładu na język szwedzki Nowego Testamentu (1528). W 1531 popadł w konflikt z królem, który chciał znieść urzędy biskupie w Szwecji, w związku z czym został odwołany z funkcji kanclerza. W latach 1539–1940 był sądzony (wraz z Olausem Petrim), został skazany na śmierć, następnie ułaskawiony. Mimo ułaskawienia musiał zapłacić grzywnę, która go zrujnowała. Po tym wycofał się z życia politycznego.